# Tipizzazione statica
In programmazione, la tipizzazione statica è una politica di tipizzazione che prevede che il tipo di ogni variabile venga stabilito direttamente nel codice sorgente mediante l'uso di parole chiave come int, float o char e fissato durante la compilazione del programma. 
Differisce dalla tipizzazione dinamica dove il tipo può variare nel corso dell'esecuzione.

## Implementazione della tipizzazione statica
L'implementazione della tipizzazione statica cambia molto da linguaggio a linguaggio, ma rimangono costanti alcune caratteristiche.
Il programma mantiene in una tabella dei valori tutte le variabili dichiarate dal programmatore, insieme al loro tipo e al valore corrente. Grazie a ciò, un tentativo di assegnamento di un valore di tipo diverso da quello di una variabile causa un errore terminale.

## Esempi
I linguaggi a tipizzazione statica più comuni sono Java, C e C++. Nei seguenti listati vengono mostrate le caratteristiche della tipizzazione statica nei linguaggi Java e C.

### Java
```
public
 
class
 
EsempioTipizzazione
 
{

  
public
 
static
 
void
 
main
(
 
String
[]
 
args
 
)
 
{

    
int
 
a
;
 
//dichiara la variabile intera a

    
a
 
=
 
3.5
;
 
//ERRORE! Il valore 3.5 è numerico a virgola mobile, la variabile a invece è intera 

  
}

}

```

### C
```
int
 
main
()
 
{

  
char
 
c
;
 
/* dichiara una variabile di tipo carattere */

  
c
 
=
 
1.5
;
 
/* ERRORE! 1.5 è un numero con la virgola, non può essere assegnato a una variabile carattere */

}

```